# Pårek
Pårek är ett sameviste i Sareks nationalpark, beläget på sluttningen upp mot Pårte ovanför en myrplatå cirka 15 kilometer från Kvikkjokk. Området är populärt bland vandrare som första övernattning på väg in i Sarek från Kvikkjokk. 

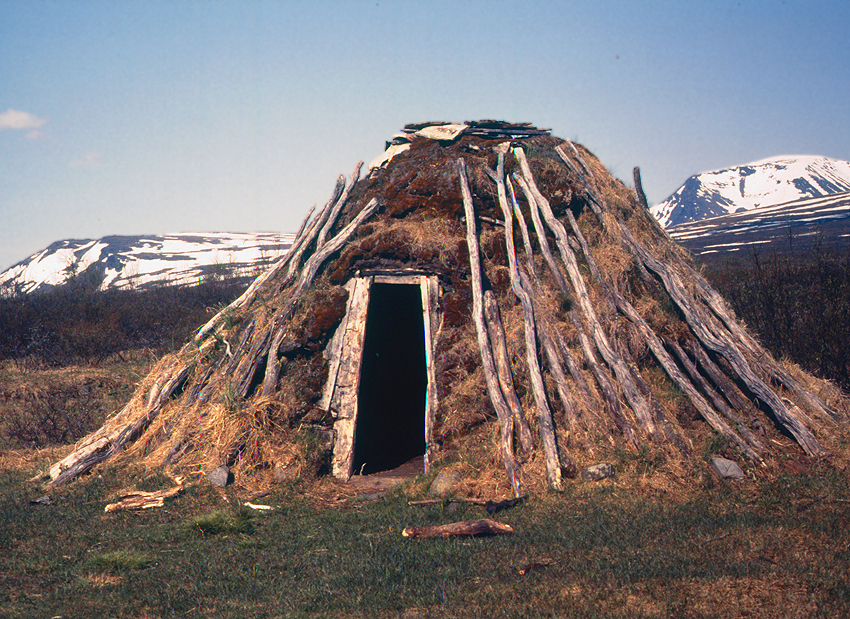
Kåta i Pårek
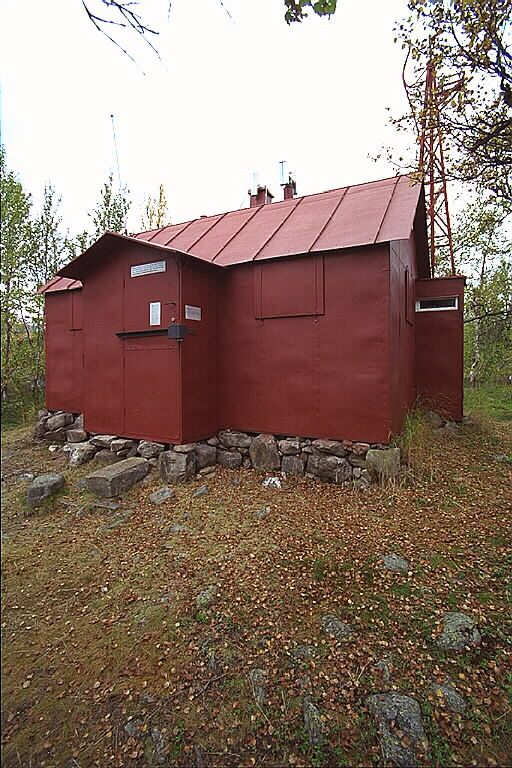
En del av Axel Hambergs forskningsstation i Pårek